# Jeux asiatiques de 1954
Navigation
Édition précédente Édition suivante
Les 2es Jeux asiatiques se sont déroulés du 1er au 9 mai 1954 à Manille, aux Philippines. Ils ont rassemblé 970 participants de 19 pays asiatiques dans 10 disciplines.

## Sports et disciplines
Les 970 athlètes se sont affrontés dans 10 disciplines. La boxe, la lutte et le tir sont représentés pour la première fois. En revanche, le cyclisme est retiré.
- Athlétisme
- Basket-ball
- Boxe
- Football
- Haltérophilie
- Lutte
- Natation
- Plongeon
- Tir
- Water-polo

## Nations participantes
- Afghanistan
- Birmanie
- Cambodge
- Sri Lanka
- Hong Kong
- Inde
- Indonésie
- Israël
- Japon
- Malaisie
- Bornéo du Nord
- Pakistan
- Philippines
- République de Chine
- Singapour
- Corée du Sud
- Thaïlande
- Viêt Nam

## Délégations présentes
Les Jeux asiatiques 1954 ont vu la participation de 970 athlètes représentant 19 délégations. Le Japon termine largement en tête du tableau des médailles en remportant plus de la moitié des épreuves. Les Philippines, pays organisateur, sont deuxièmes. L'Afghanistan, Bornéo du Nord, le Cambodge, l'Iran, le Népal, la Thaïlande et le Vietnam repartent sans médaille.
| Rang  | Nation                       | Or | Argent | Bronze | Total |
| ----- | ---------------------------- | -- | ------ | ------ | ----- |
| 1     | Japon                        | 38 | 36     | 24     | 98    |
| 2     | Philippines                  | 14 | 14     | 17     | 45    |
| 3     | Corée du Sud                 | 8  | 6      | 5      | 19    |
| 4     | Pakistan                     | 4  | 5      | 0      | 9     |
| 5     | Inde                         | 4  | 4      | 5      | 13    |
| 6     | République de Chine (Taïwan) | 2  | 4      | 6      | 12    |
| 7     | Israël                       | 2  | 1      | 1      | 4     |
| 8     | Birmanie                     | 2  | 0      | 2      | 4     |
| 9     | Singapour                    | 1  | 3      | 4      | 8     |
| 10    | Ceylan                       | 0  | 1      | 1      | 2     |
| 11    | Indonésie                    | 0  | 0      | 3      | 3     |
| 12    | Hong Kong                    | 0  | 0      | 1      | 1     |
| Total | Total                        | 75 | 73     | 69     | 218   |